# Cephaloleia antennalis
Cephaloleia antennalis es un coleóptero de la familia Chrysomelidae.
Fue descrita científicamente en 1899 por Donckier.